# U-Bahnhof Národní třída

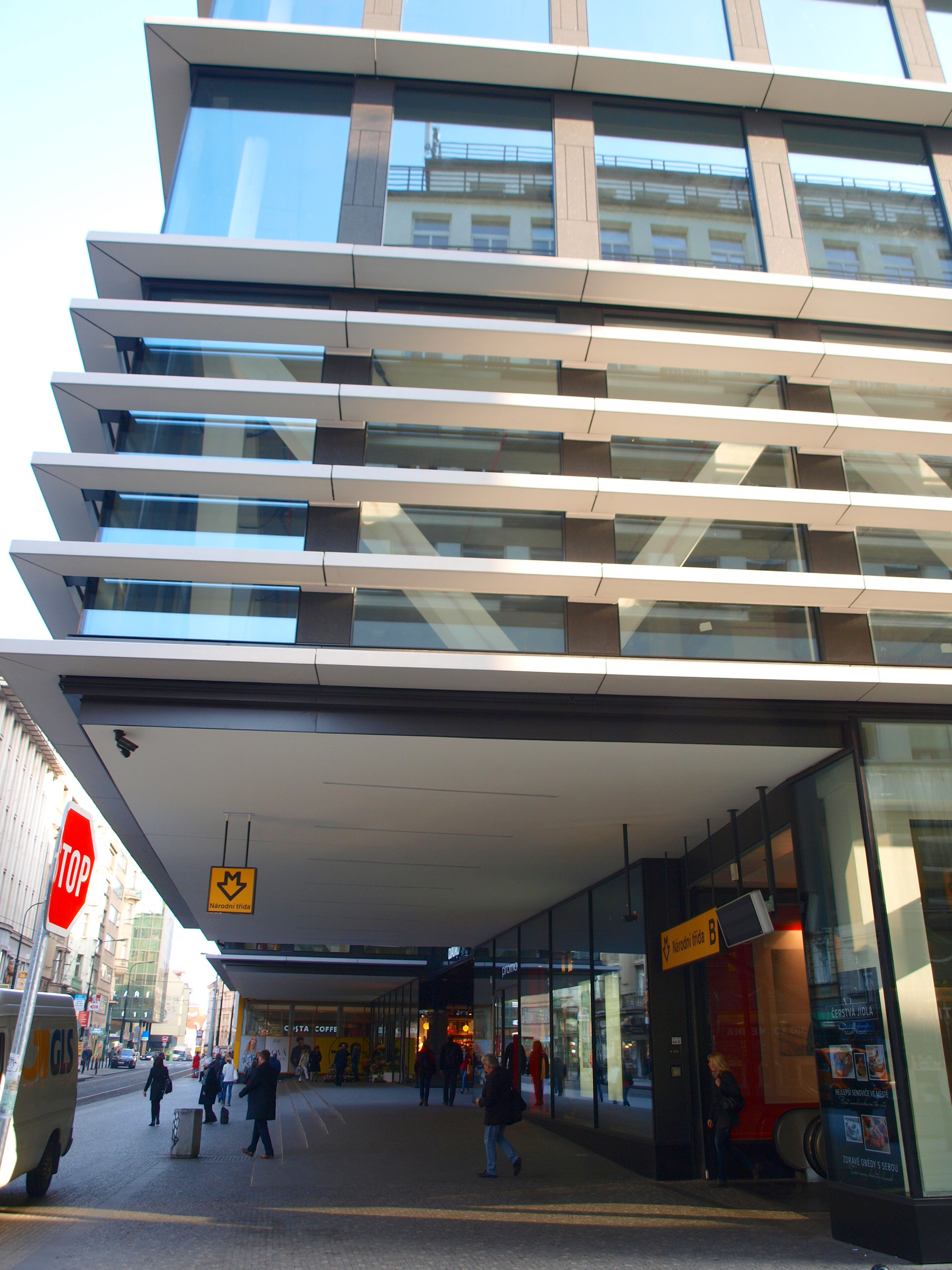
Eingang über den Komplex Quadrio

Der U-Bahnhof Národní třída ist eine Station der Prager Metro auf der Linie B. Er ist nach der nördlich liegenden Národní třída benannt, einer zwischen Nationaltheater und Wenzelsplatz verlaufenden Straße im Zentrum der Stadt.
Die Station Národní třída wurde mit der Inbetriebnahme der Linie B am 2. November 1985 eröffnet. Sie wurde von Juli 2012 bis 2014 wegen umfassenden Umbauten nicht angefahren. Der Bahnsteig liegt in 31 Metern Tiefe. Der Eingang auf der Národní třída befindet sich im Erdgeschoss des Einkaufszentrums Quadrio. Außerdem ist die Station über Aufzüge in der Straße Magdalény Rettigové barrierefrei zugänglich.